# Municipio de Springvale (Míchigan)
El municipio de Springvale (en inglés: Springvale Township) es un municipio ubicado en el condado de Emmet en el estado estadounidense de Míchigan. En el año 2010 tenía una población de 2141 habitantes y una densidad poblacional de 17,57 personas por km².

## Geografía
El municipio de Springvale se encuentra ubicado en las coordenadas 45°20′33″N 84°47′44″O / 45.34250, -84.79556. Según la Oficina del Censo de los Estados Unidos, el municipio tiene una superficie total de 121.88 km², de la cual 115,79 km² corresponden a tierra firme y (4,99 %) 6,08 km² es agua.

## Demografía
Según el censo de 2010, había 2141 personas residiendo en el municipio de Springvale. La densidad de población era de 17,57 hab./km². De los 2141 habitantes, el municipio de Springvale estaba compuesto por el 95 % blancos, el 0,33 % eran afroamericanos, el 1,73 % eran amerindios, el 0,19 % eran asiáticos, el 0,09 % eran isleños del Pacífico y el 2,66 % eran de una mezcla de razas. Del total de la población el 0,98 % eran hispanos o latinos de cualquier raza.